# Bidziny
Bidziny is een plaats in het Poolse district  Opatowski, woiwodschap Święty Krzyż. De plaats maakt deel uit van de gemeente Wojciechowice en telt 910 inwoners.